# منتخب كولومبيا لكرة السلة للسيدات
منتخب كولومبيا الوطني لكرة السلة للسيدات (بالإسبانية: Selección femenina de baloncesto de Colombia) هو ممثل كولومبيا الرسمي في المنافسات الدولية في كرة السلة للسيدات.